# Stjepan Andrašić
Stjepan Andrašić (Vrbovo, 17. kolovoza 1941. – ?, 2025.) bio je hrvatski novinar i nakladnik.

## Životopis
Diplomirao je na Šumarskom fakultetu Sveučilišta u Zagrebu. Za studija surađivao u Studentskom listu.
U stalni radni odnos u Večernjem listu stupio je 1. siječnja 1971. godine. U tim novinama radio je redom na ovim poslovima: novinar suradnik u gradskoj rubrici, pa unutrašnjopolitičkoj rubrici, urednik noćnog izdanja, unutrašnjopolitičke rubrike, pomoćnik, pa zamjenik glavnog urednika. Glavni i odgovorni urednik Večernjeg lista bio je od 1983. do 1990.
Osnovao je 1990. nakladničko poduzeće Masmedia koje je objavilo blizu 1000 izvornih i reprinta poslovnih i stručnih knjiga, te 80 CD-a stručnog i znanstvenog sadržaja. Osnovao je s njemačkim velikim nakladnikom stručne časopise: Graditelj, CRO-Turizam, Instalater, Automobil Service, Elektro, Trgovina i Beauty Forum. Kupio je 2004. od EPH list Dnevnik, koji je 2005. preimenovao u Poslovni dnevnik, a 2006. je pokrenuo istoimeni portal (prodane zatim poduzeću 24sata d.o.o.), te mjesečni magazin Investitor.

## Nagrade
- Godišnja nagrada DNH, za 1988./1989. godinu